# Dierk Berner
Dierk Berner (* 7. Juli 1957) ist ein deutscher Immobilienkaufmann und ehemaliger Handballspieler.
Berner spielte zunächst beim TSV Altenholz. 1979 wechselte der Rechtsaußen zum THW Kiel, für den er acht Jahre in der Handball-Bundesliga auflief. In dieser Zeit erzielte er in 202 Spielen 250 Tore, davon 23 per Siebenmeter, und wurde mit den Zebras 1983 und 1985 deutscher Vizemeister. Von 1984 bis 1987 war er Mannschaftskapitän des THW, sein Nachfolger wurde Uwe Schwenker.

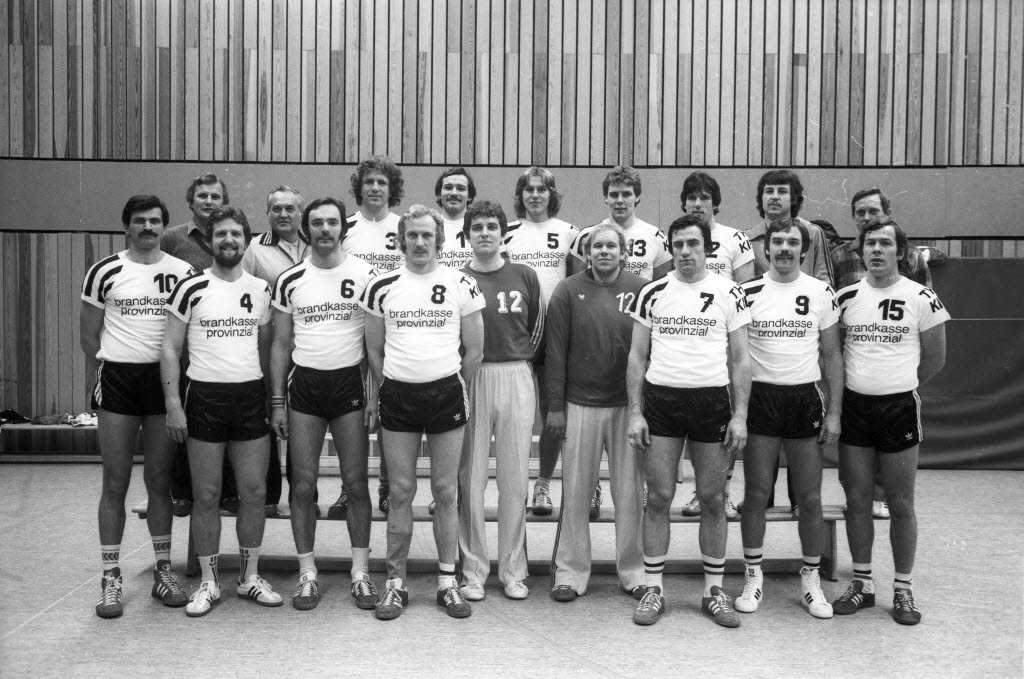
Dierk Berner (hinten, 4.v.l., Nr. 11) in der Mannschaft des THW Kiel 1979/80.

Dierk Berner arbeitete von 1987 bis 2020 beim Kieler Lebensmittelkonzern coop eG und gehörte seit 2000 der Geschäftsleitung an. Ab 2006 war er Prokurist und von Oktober 2013 bis April 2014 nach dem Rücktritt des Vorstandsvorsitzenden Gerd Müller Vorstandsstellvertreter. Ab dem 21. September 2016 war er ordentliches Vorstandsmitglied der coop eG und insbesondere für die Immobilienwirtschaft und kaufmännischen Bereich zuständig.